# Farol da Ponta Preta
O farol da ponta Preta também designado por farol do Tarrafal, é um farol cabo-verdiano que se localiza na Ilha de Santiago, na entrada noroeste da baía do Tarrafal e Ponta Preta. Situa-se na freguesia de Santo Amaro Abade, a cerca de 3 km a noroeste da vila de mesmo nome.